# دهلة (بربرود الغربي)
دهلة (بالفارسية: دهله) هي قرية تقع في إيران في قسم بربرود الغربي الریفي. يقدر عدد سكانها بـ 35 نسمة بحسب إحصاء 2016.